# 下贝格基兴
下贝格基兴是德国巴伐利亚州的一个市镇。总面积24.70平方公里，总人口1229人，其中男性616人，女性613人（2011年12月31日），人口密度50人/平方公里。